# Sympycnus dampfi
Sympycnus dampfi är en tvåvingeart som beskrevs av Van Duzee 1934. Sympycnus dampfi ingår i släktet Sympycnus och familjen styltflugor. Inga underarter finns listade i Catalogue of Life.